# Melanzane ripiene

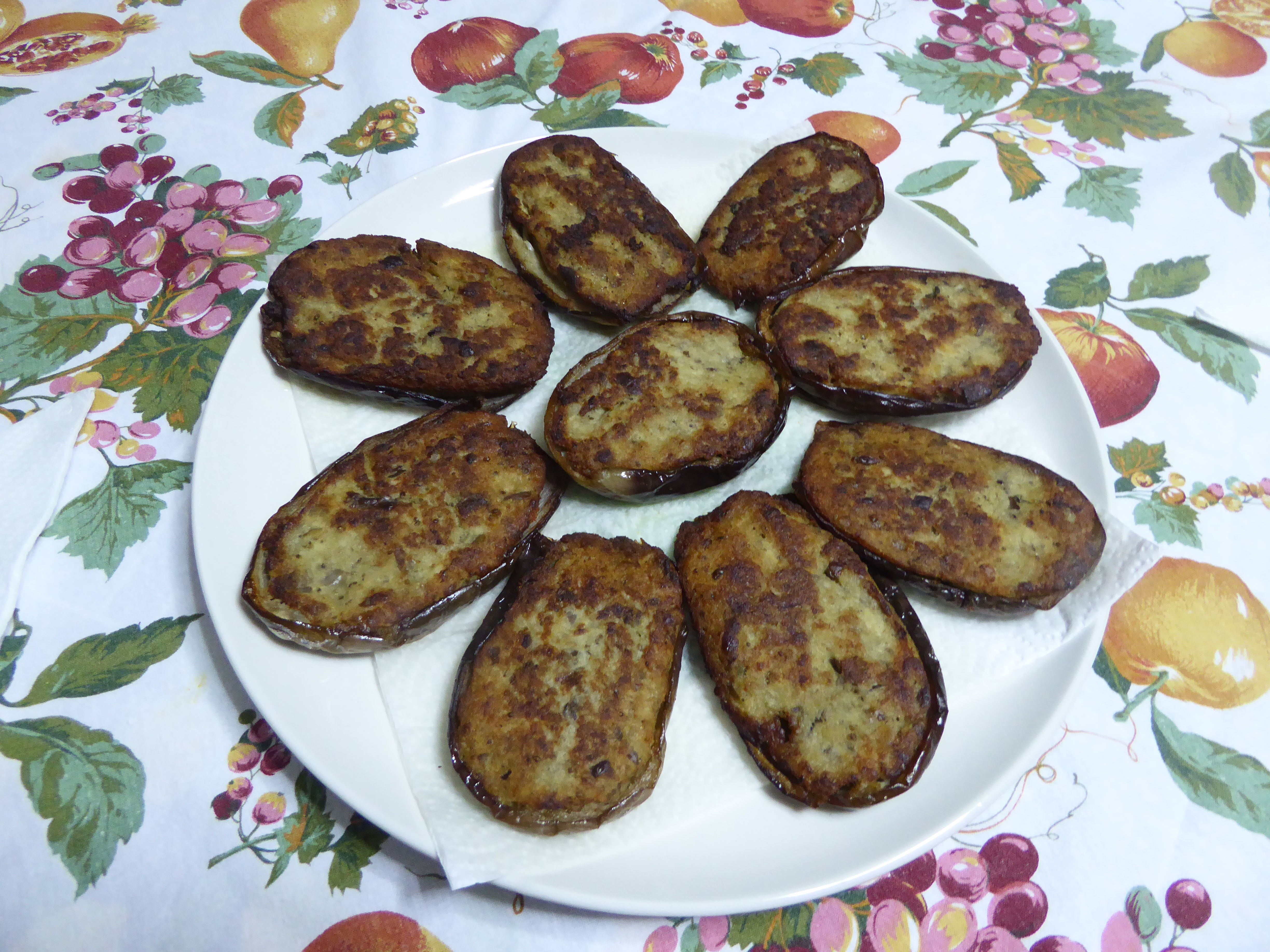
Braciole di melanzane ripiene

Le melanzane ripiene ("mulangiani chjini", "mulingiani chini", "barchetta di melanzana", "mulignane mbuttunate" o "melanzana a scarpone") vengono chiamate con nomi diversi. È una pietanza molto usata nella zona del Vibonese  e in molti comuni della Calabria, Campania, Puglia e Basilicata, varia nella preparazione a seconda delle tradizioni di ogni Comune e delle zone montane e marine. Le tradizionali melanzane ripiene sono un piatto tipico, semplice e gustoso della cucina calabrese, campana, pugliese, lucana e di tutto il Mediterraneo, e si preparano con la polpa delle stesse melanzane, in particolare nel periodo estivo. Il sapore viene determinato dall'impasto e dalle giuste quantità degli aromi naturali, in particolare dal formaggio caprino, che esalta il gusto. Le melanzane vengono anche preparate con il ripieno dello stocco (stoccafisso), ricotta, verdure, patate ecc., variando di gusto. La pietanza fa parte della rinomata dieta mediterranea.
Si utilizzano negli antipasti o come secondo piatto nella cucina calabrese, campana e pugliese e possono essere gustate calde, tiepide o fredde. 
Le melanzane ripiene sono state incluse dal Ministero delle Politiche Agricole e Forestali nell'Elenco Nazionale dei Prodotti Agroalimentari Tradizionali (Suppl. Ord. Gazzetta Ufficiale N°193 del 18-8-04 pag. 13 N°236).

## Descrizione sintetica del prodotto
Vengono scelte le melanzane di media grandezza, si tagliano per lungo a metà e si mettono a bollire, in abbondante acqua. Quando si raffreddano, si svuotano della polpa lasciando intatto l'involucro. La polpa si mette in un recipiente per preparare l'impasto con il pane ammollato, le uova, il formaggio caprino, il peperoncino e l'aglio tagliuzzati, prezzemolo e/o basilico, sale e si mescolano per ottenere un impasto morbido e compatto per il ripieno. Dopo si riempiono le melanzane tagliate a metà, e in una padella con abbondante olio d'oliva, si friggono le melanzane, appena dorate si tolgono e si mettono su carta assorbente da cucina in un vassoio.
Le melanzane ripiene, si preparano in particolare in molte famiglie, vengono serviti nei ristoranti, trattorie e nelle aziende agrituristiche, negli antipasti o come secondo piatto. Si possono acquistare nelle rosticcerie e tavole calde. Si accompagnano con vino rosso locale o dell'agro calabrese, campano, pugliese.

## Ingredienti
Melanzane di media grandezza, uova, pane ammollato nell'acqua, formaggio caprino grattugiato, peperoncino, prezzemolo e/o basilico, aglio, olio d'oliva, sale.